# Ghiacciaio Boschert
Il ghiacciaio Boschert (in inglese Boschert Glacier) è un ghiacciaio situato sulla costa di Walgreen, nella parte orientale della Terra di Marie Byrd, in Antartide. Il ghiacciaio, il cui punto più alto si trova 274 m s.l.m., è situato in particolare a sud-est del picco Hayden, sulla costa occidentale della penisola Bear, e da qui fluisce in direzione sud-ovest fino ad andare ad alimentare la piattaforma glaciale Dotson.

## Storia
Il ghiacciaio Boschert è stato mappato dallo United States Geological Survey grazie a ricognizioni terrestri dello stesso USGS e a fotografie aeree scattate dalla marina militare statunitense nel periodo 1959-1966; nel 1977 esso è stato poi così battezzato dal Comitato consultivo dei nomi antartici in onore di Ralph G. Boschert, cartografo dello USGS e membro del team di ricognizione satellitare dello USGS di stanza alla base Amundsen-Scott nell'inverno 1975.